# Todd Terje
Todd Terje, vlastním jménem Terje Olsen, (* 1981) je norský diskžokej a hudební producent. Své umělecké jméno si zvolil podle amerického diskžokeje Todda Terryho. Je spoluautorem písně „Candy“ anglického zpěváka Robbieho Williamse z roku 2012. V roce 2014 vydal své první album It's Album Time, které mimo autorských písní obsahuje také coververzi písně „Johnny and Mary“ od Roberta Palmera. Vokálem do ní přispěl anglický zpěvák Bryan Ferry, se kterým rovněž Terje vystupoval živě. Skladba rovněž vyšla na Ferryho albu Avonmore.